# Eteissaaret (ö i Södra Savolax, S:t Michel, lat 61,42, long 28,06)
Eteissaaret är en ö i Finland. Den ligger i sjön Saimen och i kommunen Puumala i den ekonomiska regionen  S:t Michel och landskapet Södra Savolax, i den södra delen av landet, 220 km nordost om huvudstaden Helsingfors. Öns area är 14,5 hektar och dess största längd är 0,7 kilometer i sydöst-nordvästlig riktning.  Notera att namnet antyder att det är fråga om flera öar.